# 水文學家群島
67°23′S 48°50′E / 67.383°S 48.833°E
水文學家群島是南極洲的群島，位於恩德比地，處於薩克拉里半島以南，該群島在1957年3月由蘇聯的探險隊拍攝，並由該探險隊命名。